# Spirocamallanus xenopodis
Spirocamallanus xenopodis är en rundmaskart som först beskrevs av Edward Baylis 1929.  Spirocamallanus xenopodis ingår i släktet Spirocamallanus och familjen Camallanidae. Inga underarter finns listade i Catalogue of Life.